# Mering
Mering település Németországban, azon belül Bajorországban. Lakosainak száma 15 264 fő (2023. december 31.). Mering Kissing és Ried községekkel határos.

## Népesség
A település népessége az elmúlt években az alábbi módon változott:
| Lakosok száma | 2000 | 5749 | 7881 | 9152 | 13 505 | 13 914 | 14 227 | 14 491 | 14 986 | 15 264 |
|               | 1875 | 1950 | 1975 | 1987 | 2012   | 2014   | 2016   | 2017   | 2021   | 2023   |